# 코트디부아르의 경제
코트디부아르의 경제는 최근 수십 년간 정치적 불안의 여파로 안정적이고 현재 성장하고 있다. 코트디부아르는 주로 시장에 기반을 두고 있으며 농업 분야에 크게 의존하고 있다. 거의 70%의 코트디부아르인들이 어떤 형태의 농업 활동에 종사하고 있다. 1960년대에 1인당 GDP는 82% 성장했으며 1970년대에 360%의 최고 성장률을 달성했다. 그러나 이것은 지속 가능하지 않은 것으로 판명되었고 1980년대에는 28%, 1990년대에는 22%가 더 줄어들었다. 이는 높은 인구 증가와 맞물려 생활수준의 지속적인 하락을 가져왔다. 현재 다시 증가하고 있는 1인당 국민총생산은 1996년에 약 727달러였다.
코트디부아르 경제는 CFA 프랑의 평가절하와 코코아 및 커피 가격 향상, 파인애플과 고무와 같은 전통적이지 않은 1차 수출의 성장, 제한된 무역과 은행 자유화, 해양 석유와 가스 발견 그리고 다자간 대출기관과 프랑스에 의한 후한 외부 금융과 채무 재조정으로 1994년 다시 회복하기 시작했다. 1994년 1월 12일 프랑존 통화의 50% 평가절하로 인해 인플레이션률이 한때 26%로 상승했으나 1996년~1999년에는 급격히 하락하였다. 게다가 정부가 기부자에게 강제된 개혁을 고수함에 따라 1996년~1999년에는 매년 5%의 성장률을 기록했다. 인구의 대다수가 소액주 현금 작물 생산에 의존하고 있다. 주요 수출품은 코코아, 커피, 열대림이다.

## 농업
커피(8만8000톤), 파인애플(5만톤) 등 다른 농산물의 생산량도 적다.
코트디부아르는 세계에서 가장 큰 커피, 코코아 콩, 팜 오일 생산 및 수출업체 중 하나이다. 따라서 경제는 이러한 제품의 국제 가격 변동과 기상 상황에 매우 민감하다. 정부의 다각화 시도에도 불구하고 여전히 농업과 관련 활동에 크게 의존하고 있다. 노예로 사고 팔린 어린이들에 의한 강제 노동은 카카오 생산의 풍토이다.
1880년대와 1890년대 초에 프랑스는 서아프리카의 대부분의 영토를 정복하고 통치했으며 세네갈의 통치하에 있거나 개별 지역으로 관리했다. 1895년 파리 식민지부는 프랑스의 권위 있는 권력을 아프리카로 분산시켜 현지 양식에 따라 적절한 정치적 결정을 내릴 수 있도록 서아프리카 연합(AOF)을 설립하는 계획을 세웠다. 또한 아프리카의 생활수준을 높이고 프랑스 제국적 욕구를 충족시키기 위해 "mise en valuer(합리적인 경제개발)"이라는 이름의 AOF 설립과 함께 개발 프로젝트를 시작했다. 경제 무역과 시장, 교통과 통신 분야 개발, 아프리카 민간인의 법적 권리 기회, 유럽으로의 정보 입력을 위한 엘리트 프로젝트 등 일련의 조치가 실행되었다. 프랑스령 서아프리카 연방은 모리타니, 세네갈, 코트디부아르, 기니, 부르키나파소, 말리, 니제르, 베냉 등 8개국을 포함했다.
아프리카와 프랑스 간 무역시장을 발전시키고, AOF를 다른 산업사회와 마찬가지로 수익률이 높은 자립영토로 만들기 위해 프랑스 정부는 AOF의 농업개발로 출발했다. 민간인의 기본적인 식량위기를 해결하는 것은 물론 농업잉여금도 다른 상품과 상품 생산에 도움이 될 수 있어 교역과 시장의 흐름과 기능을 촉진할 수 있다. 예를 들어 1980년대에 서아프리카에서 땅콩의 연간 대량 생산량은 5,288,000 미터톤에 달했다. 미국의 거대한 소비자 요구로 인해, 그것들은 직접 판매를 위해 뉴욕과 보스턴의 도시들로 운반되고 거래되었다. 한편, 이러한 땅콩의 대량 생산은 마르세유와 보르도와 같은 유럽 대도시 산업 국가에도 수출되었고, 그곳에서 비누, 왁스, 기타 산업용품으로 변모하였다. 무역 수익으로 섬유, 소금, 철, 담배, 총과 같은 일부 제조 제품도 서아프리카로 다시 판매되었다.

### 축산
국토의 상당 부분이 체스가 많은 지역에 위치하고 있으며, 따라서 소는 더 북쪽 지역에 집중되어 있다. 2004년에는 소 146만 마리(1968년 38만3000마리)와 염소 119만2000마리, 양 152만3000마리, 돼지는 34만2700마리로 추산됐다. 닭은 3천3백만 마리이며 2004년에 3만1천214 톤의 계란이 생산되었다. 우유 생산량은 적고 가공 시설이 없어서 우유를 신선하게 소비한다. 그리고 2004년의 생산량은 25,912톤이었다.
2005년 육류 생산에는 쇠고기, 52,200, 가금류 69,300, 돼지고기 11,760, 양과 염소 9,429가 포함되었다. 유목민 생산은 소떼의 절반 정도를 차지하며 주로 비이부아리아 목축업자들이 맡는다. 정착한 목동들은 주로 코르고, 페르케세두구, 보우나, 분디알리, 오디에네, 다바칼라에 집중되어 있다. 양과 염소 사육은 많은 목축업자들에게 부차적인 활동이다. 돼지고기 생산은 주기적으로 아프리카 돼지열에 의해 영향을 받는다. 잠재적인 증가는 이슬람교도들이 인구의 40%를 차지한다는 사실로 제한된다.

### 어업
1964년 아프리카 최대 참치 어항인 아비장에 매년 10만톤의 참치를 취급하는 현대식 어선 부두가 문을 열었다. 부아케, 바모로, 코르고에는 물고기 부화장이 있다. 참치의 상업적인 어획은 기니만에서 행해지고 정어리는 또한 많이 잡힌다. 전체 어획량은 2004년 7만1841톤으로 상업용 어업 25%, 장인어업 74%, 양식업 1%를 차지했다.

## 임업
코트디부아르에는 열대우림, 낙엽수림, 사바나 지역의 2차림 등 3가지 숲이 있다. 2000년 총 임야면적은 711만7000ha로 자연우림이 18만4000ha(45만5000에이커)에 불과해 주요 임야면적을 이루고 있다. 1983년 정부는 1960년 총 1,600만 헥타르였던 산림 면적이 약 400만 헥타르로 줄어들었다고 인정했다. 그러나 1990-2000년 동안 삼림 벌채율은 여전히 평균 3.1%였다. 2002년 교전 발발 이후 지속된 정치적 불안은 불법 벌목과 산림 황폐화의 원인이 되었다.
숲이 우거진 지역은 PD(영구 도메인)와 RD(농촌 도메인)의 두 구역으로 구분된다. PD는 산림, 국립공원, 산림지역으로 구성되어 있다. 여기에는 231개의 기밀 산림지역으로 구성된 주요 산림지역, 9개의 국립공원 및 3개의 산림보호구역, 7개의 준분류 산림, 51개의 미분류 산림 등이 포함된다. 국립공원과 보호구역의 총 면적은 195만9203ha이다. 419만6000ha로 추정되는 기밀 산림지역에서는 산림 수탈 활동이 금지돼 있다. 다만 유지보수를 위해 2003년에는 148,271cm에 달했던 기밀산림에서는 때때로 제한된 벌목이 허용된다. 이 숲은 남부 습한 울창한 숲 31.8%, 중부 코트디부아르의 반낙엽성 숲 30.5%, 북부 사바나 숲 33.7% 등 3개 구역으로 전국에 퍼져 있다. 벌목이 허용되는 RD는 코트디부아르 전체 국토 면적의 66%를 차지한다. 그러나 임업 생산의 유효면적은 290만 헥타르로 추산된다.
2003년 임산물 수출액은 2억6900만 달러로 코코아, 석유제품에 이어 세 번째로 중요한 해외 수입원을 제공했다. 주요 수출 시장은 이탈리아, 스페인, 독일, 프랑스, 네덜란드, 영국, 인도, 아일랜드, 세네갈, 모로코였다. 2003년 전체 목재 수확량은 1161만5000cum이었다. 열대 원목 생산은 주로 통나무, 목재, 베니어 및 합판으로 구성되며, 그 중 10%는 목재이다. 한때는 마호가니만이 유일하게 목재를 착취했지만 지금은 25가지 이상의 다양한 목재가 상업적으로 이용되고 있다. 심어진 주요 종은 티크, 프레이크, 프래미어, 소나무, 삼바, 삼나무, 그멜리나, 니아곤, 베트이다. 산림 자원의 부족이 증가하면서 부가가치 산업에 악영향을 미치고 있어 목재 및 베니어 생산량은 꾸준한 감소세를 보이고 있다.

## 광업
2019년에는 세계에서 망가니즈 생산량이 9번째로 많았다.
금 생산은 2017년 20.3톤을 생산했다.

## 관광업

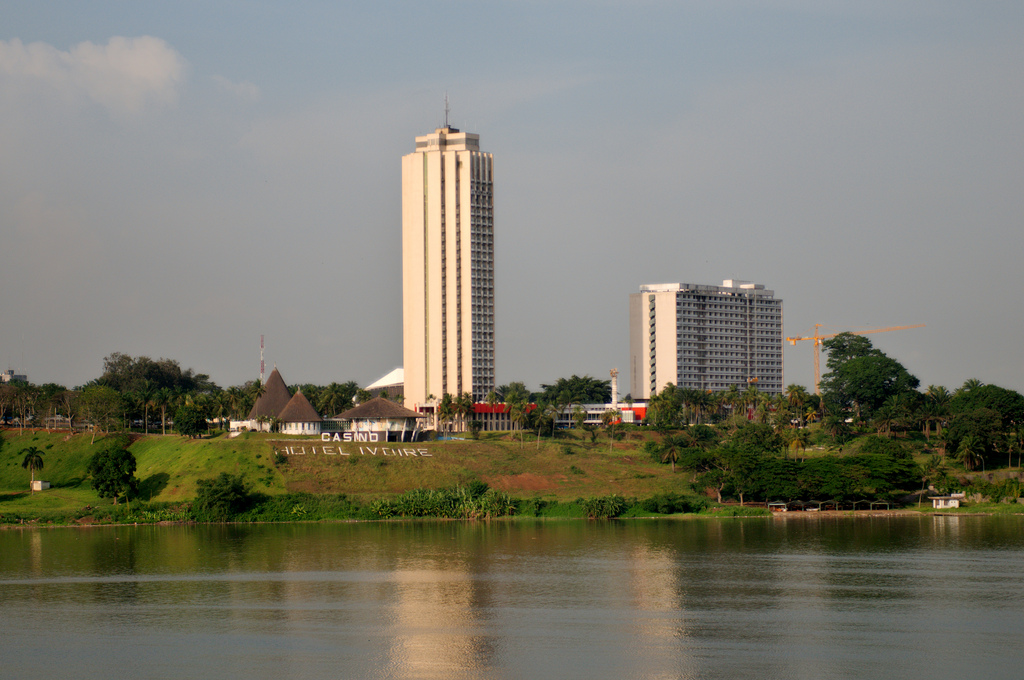
아비장의 이부아르 호텔에는 카지노가 있다.

코트디부아르는 경제 다변화에 진전을 이루었고, 1970년대 이후 꾸준히 관광객들에게 제공되는 시설을 확충해 왔다. 해안 지역의 리조트 숙박시설이 개발되었다. 아비장에는 노보텔과 소피텔과 같은 국제 체인을 포함한 수많은 호텔들이 있다.

## 외부 무역 및 투자

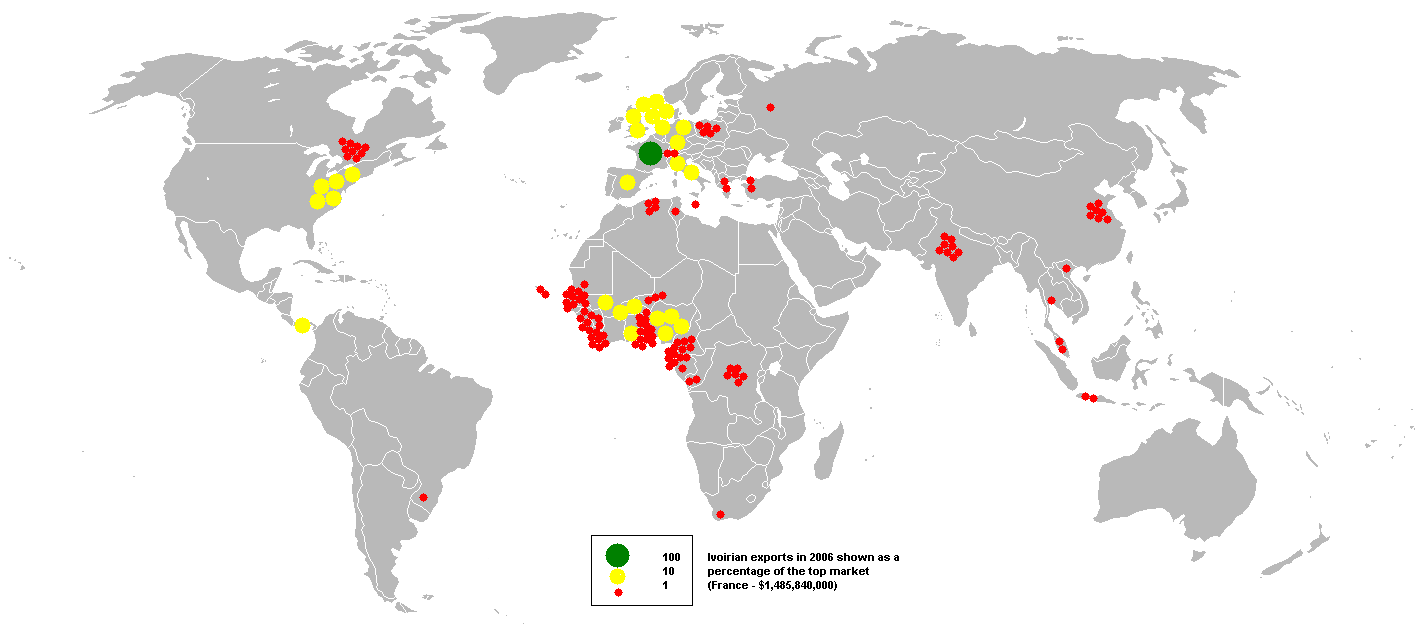
2006년 코트디부아르 수출

외국인 직접 투자(FDI)는 코트디부아르 기업의 전체 자본의 40%에서 45%를 차지하는 등 코트디부아르 경제에서 핵심적인 역할을 한다. 프랑스는 압도적으로 중요한 외국인 투자국이다. 최근 몇 년 동안 프랑스 투자는 코트디부아르 기업 전체 자본의 약 4분의 1을 차지했고, 외국 투자 자본 전체 주식의 55%에서 60%를 차지했다.
세계은행은 2005년 코트디부아르 상장기업의 주식 시가총액을 23억2700만달러로 집계했다.
2025년 3월, 코트디부아르는 국제 시장에서 최초로 CFA 프랑으로 국채를 발행할 예정입니다.

## 같이 보기
- 코트디부아르의 인구
- 아프리카의 경제
- 유엔 아프리카 경제 위원회